# Rejencja poczdamska
Rejencja poczdamska (niem. Regierungsbezirk Potsdam) – pruska i niemiecka jednostka administracyjna istniejąca na terenie prowincji Brandenburgia w latach 1815–1945. Na jej terenie leżą obecnie dwa kraje związkowe Berlin oraz Brandenburgia.

## Historia
Rejencja została utworzona wraz z prowincją Brandenburgia w roku 1815 i obejmowała zachodnią część prowincji bez Berlina. 1 stycznia 1822 Berlin wraz z rejencją berlińską został włączony do rejencji poczdamskiej, lecz 1 kwietnia 1875 został ponownie odłączony. W 1920 terytorium rejencji uległo zmniejszeniu w związku z przyłączeniem części terenów powiatów leżących wokół Berlina do tzw. Wielkiego Berlina. Po II wojnie światowej tereny rejencji znalazły się w radzieckiej strefie okupacyjnej i później zostały włączone do NRD.

## Podział administracyjny
Stolica: Poczdam (Potsdam)
Powiaty grodzkie:
1. Berlin (1822–1875)
2. Brandenburg an der Havel (od 1881)
3. Charlottenburg (1877–1920; później część Wielkiego Berlina)
4. Deutsch-Wilmersdorf (1907–1920; później część Wielkiego Berlina)
5. Eberswalde (od 1911)
6. Lichtenberg (1908–1920; później część Wielkiego Berlina)
7. Poczdam Potsdam (od 1809)
8. Rathenow (od 1925)
9. Rixdorf (1899–1920; później część Wielkiego Berlina)
10. Schöneberg (1899–1920; później część Wielkiego Berlina)
11. Spandau (1886–1920; później część Wielkiego Berlina)
12. Wittenberge (od 1922)

Powiaty ziemskie:
1. Powiat Angermünde (siedziba w Angermünde)
2. Powiat Beeskow-Storkow (od 1836; siedziba w Beeskow)
3. Powiat Jüterbog-Luckenwalde (siedziba w Jüterbog)
4. Powiat Niederbarnim (siedziba w Berlinie)
5. Powiat Oberbarnim (siedziba w Bad Freienwalde (Oder))
6. Powiat Osthavelland (siedziba w Nauen)
7. Powiat Ostprignitz (siedziba w Kyritz)
8. Powiat Prenzlau (siedziba w Prenzlau)
9. Powiat Ruppin (siedziba w Neuruppin)
10. Powiat Teltow (do 1935 powiat Teltow-Storkow; siedziba w Berlinie)
11. Powiat Templin (siedziba w Templinie)
12. Powiat Westhavelland (siedziba w Rathenow)
13. Powiat Westprignitz (siedziba w Perleberg)
14. Powiat Zauch-Belzig (siedziba w Bad Belzig)